# Tomislav Mazalović
Tomislav Mazalović  (ur. 10 czerwca 1990 w Vinkovci) – chorwacki piłkarz grający na pozycji pomocnika w chorwackim klubie Inter Zaprešić, w którym pełni funkcję kapitana. Były młodzieżowy reprezentant Chorwacji.

## Kariera

### HNK Cibalia
Urodzony w Vinkovci Mazalović, dołączył do lokalnego klubu Cibalia w 1996, jako sześciolatek. W seniorskim klubie zadebiutował 3 sierpnia 2008, wychodząc w podstawowej jedenastce, w wyjazdowym, przegranym 2:0 meczu 2. kolejki z NK Osijek. Pierwszą bramkę dla Cibalii zdobył 30 października 2008, w domowym, wygranym 3:1 meczu 17. kolejki z Croatią Sesvete. W ciągu sześciu lat spędzonych w klubie zaliczył 158 meczów, w których strzelił 13 goli.
W lipcu 2013 klub ogłosił, że jego kontrakt nie zostanie przedłużony i z końcem sezonu zostanie wolnym zawodnikiem.

### Inter Zaprešić
W letnim oknie transferowym związał się z Interem Zaprešić, z którym awansował do 1. HNL. W nowym klubie zadebiutował 30 sierpnia 2014, w wyjazdowym, wygranym 1:4 meczu 3. kolejki z NK Imotski, w którym to również otworzył wynik spotkania. Po awansie grał przez kolejne trzy sezony w klubie, kilkakrotnie również jako kapitan drużyny. 24 listopada 2015 zdobył pierwszą bramkę dla Interu na poziomie chorwackiej ekstraklasy, w meczu przeciwko Istrze 1961.

### Diósgyőri VTK
Mając na koncie 201 spotkań w chorwackiej pierwszej lidze, Mazalović po raz pierwszy wyjechał za granicę i 18 czerwca 2018 dołączył do węgierskiego klubu Diósgyőri VTK. Na Węgrzech miał niewiele okazji do gry, wychodząc w podstawowym składzie jedynie 8 razy. 21 maja 2019 klub z Miszkolca poinformował na oficjalnej stronie internetowej, że umowa chorwackiego zawodnika została rozwiązana.

### Powrót do Interu
9 lipca 2019, powrócił do Interu. Pierwszy sezon po powrocie nie był udanym dla pomocnika. Mimo że był zawodnikiem podstawowego składu, to razem z Interem spadł na drugi szczebel rozgrywek.

## Statystyki kariery

### Klubowe
| Klub               | Sezon              | Liga               | Liga    | Liga   | Puchar  | Puchar | Inne    | Inne   | Suma    | Suma   |
| Klub               | Sezon              | Poziom             | Występy | Bramki | Występy | Bramki | Występy | Bramki | Występy | Bramki |
| ------------------ | ------------------ | ------------------ | ------- | ------ | ------- | ------ | ------- | ------ | ------- | ------ |
| HNK Cibalia        | 2008/2009          | 1. HNL             | 26      | 1      | 0       | 0      | —       | —      | 26      | 1      |
| HNK Cibalia        | 2009/2010          | 1. HNL             | 21      | 1      | 0       | 0      | —       | —      | 21      | 1      |
| HNK Cibalia        | 2010/2011          | 1. HNL             | 19      | 0      | 2       | 0      | 2       | 0      | 23      | 0      |
| HNK Cibalia        | 2011/2012          | 1. HNL             | 20      | 1      | 3       | 0      | —       | —      | 23      | 1      |
| HNK Cibalia        | 2012/2013          | 1. HNL             | 28      | 7      | 6       | 1      | —       | —      | 34      | 8      |
| HNK Cibalia        | 2013/2014          | 2. HNL             | 29      | 2      | 0       | 0      | 2       | 0      | 31      | 2      |
| HNK Cibalia        | Łącznie            | Łącznie            | 143     | 12     | 11      | 1      | 4       | 0      | 158     | 13     |
| Inter Zaprešić     | 2014/2015          | 2. HNL             | 23      | 3      | 1       | 0      | —       | —      | 24      | 3      |
| Inter Zaprešić     | 2015/2016          | 1. HNL             | 29      | 1      | 1       | 0      | —       | —      | 30      | 1      |
| Inter Zaprešić     | 2016/2017          | 1. HNL             | 28      | 0      | 1       | 0      | —       | —      | 29      | 0      |
| Inter Zaprešić     | 2017/2018          | 1. HNL             | 30      | 4      | 2       | 1      | —       | —      | 32      | 5      |
| Inter Zaprešić     | Łącznie            | Łącznie            | 110     | 8      | 5       | 1      | —       | —      | 115     | 9      |
| Diósgyőri VTK      | 2018/2019          | NB I               | 14      | 0      | 1       | 0      | —       | —      | 15      | 0      |
| Inter Zaprešić     | 2019/2020          | 1. HNL             | 26      | 0      | 1       | 0      | —       | —      | 27      | 0      |
| Inter Zaprešić     | 2020/2021          | 2. HNL             | 28      | 3      | 0       | 0      | —       | —      | 28      | 3      |
| Inter Zaprešić     | Łącznie            | Łącznie            | 54      | 3      | 1       | 0      | —       | —      | 55      | 3      |
| Łącznie w karierze | Łącznie w karierze | Łącznie w karierze | 321     | 23     | 18      | 2      | 4       | 0      | 343     | 25     |